# 巴鲁特
马克地区巴鲁特（德語：Baruth/Mark），简称巴鲁特（德語：Baruth，發音：[ˈbaːʁuːt]），是德国勃兰登堡州泰尔托-弗莱明县的城市，面积233.83平方千米，2023年12月31日人口为4,314人。